# Harold Frederick Comber
Harold Frederick Comber (* 1897 in Staplefield (Sussex); † 1969) war ein britischer Botaniker, Pflanzenjäger und Pflanzenzüchter. Der Schwerpunkt seiner Arbeit lag dabei auf den Lilien (Lilium), zu deren Erforschung er signifikante Beiträge leistete. Sein offizielles botanisches Autorenkürzel lautet „H.F.Comber“. Sein Sohn James Boughtwood Comber (1929–2005), war ebenfalls Botaniker.
Comber war der Sohn des Leitenden Gärtners von Nymans Garden in West Sussex und kam so früh in Kontakt mit Pflanzen und Gärtnerei. Als Teenager arbeitete er dann für Henry John Elwes, der zu dieser Zeit an seinem Werk A Monograph of the Genus Lilium arbeitete, seither war Comber speziell an der Gattung der Lilien interessiert. Auf Elwes' Rat studierte Comber drei Jahre am Royal Botanic Garden Edinburgh.
Anschließend verbrachte Comber zwei Jahre als Pflanzenjäger in den argentinischen und chilenischen Anden und kehrte mit zahlreichen neuen Pflanzen zurück, ihm zu Ehren wurde 1936 eine neue Gattung aus der Familie der Nachtschattengewächse (Solanaceae) Combera getauft. Direkt im Anschluss reiste er nach Tasmanien, dort sammelte er Samen von 147 Pflanzenarten, einige davon beschrieb er selbst, teilweise zusammen mit Victor Samuel Summerhayes. Nach einer weiteren Reise durch Südamerika nahm Comber eine leitende Tätigkeit in einer auf Lilien spezialisierten Gärtnerei in Buckinghamshire auf, wo er auch züchterisch aktiv war. Zwei seiner Sorten ('Mary' und 'Susan') erhielten 1949 Auszeichnungen der Royal Horticultural Society. Im selben Jahr veröffentlichte Comber im RHS Lily Yearbook seine Arbeit A New Classification Of The Genus Lilium. Die dort von ihm präsentierte Systematik der Gattung, die bereits einen Stammbaum nachzuzeichnen suchte, etablierte sich sofort und ist bis heute in Gebrauch.
1952 bot ihm Jan de Graaff eine Stelle bei den Oregon Bulb Farms an, die Comber annahm. Bis 1962 war er dort verantwortlich für die Kreuzung, Vermehrung und Selektion der Lilien.
Die North American Lily Society vergibt jährlich den H.F.Comber Award.

## Nachweise
- Edward Austin McRae: Lilies, Portland/Oregon, 1998, S. 345–346, ISBN 0881924105